# 若郷村
若郷村（わかごうむら）は、東京都大島支庁管内にかつて存在した村である。現在の新島村若郷。

## 地理
- 現在の新島村の北部に位置する。
- 村域のほとんどは山がちな地形である。
- 村は太平洋に面している。

## 歴史

### 沿革
- 1923年（大正12年）10月1日 - 伊豆諸島への島嶼町村制の施行に伴い、若郷村が単独で村制施行し若郷村が発足。大島島庁管轄。
- 1926年（大正15年） - 大島島庁が島庁廃止に伴い大島支庁に改組。
- 1940年（昭和15年）4月1日 - 伊豆諸島の島嶼町村制が普通町村制に移行。
- 1954年（昭和29年）11月1日 - 若郷村は新島本村に編入。同日若郷村廃止。

変遷表
| 1868年 以前 | 1868年 以前 | 大正12年 10月1日 | 昭和29年 11月1日 | 平成4年 4月1日 | 現在   |
| ----------- | ----------- | ---------------- | ---------------- | -------------- | ------ |
|             | 若郷村      | 若郷村           | 新島本村 に編入  | 新島村 に改称  | 新島村 |

## 人口・世帯

### 人口
総数 [単位： 人]
| 1954年（昭和29年） | 584 |

### 世帯
総数 [単位： 世帯]
| 1954年（昭和29年） | 95 |

## 交通

### 港湾
- 若郷漁港